# Land Back

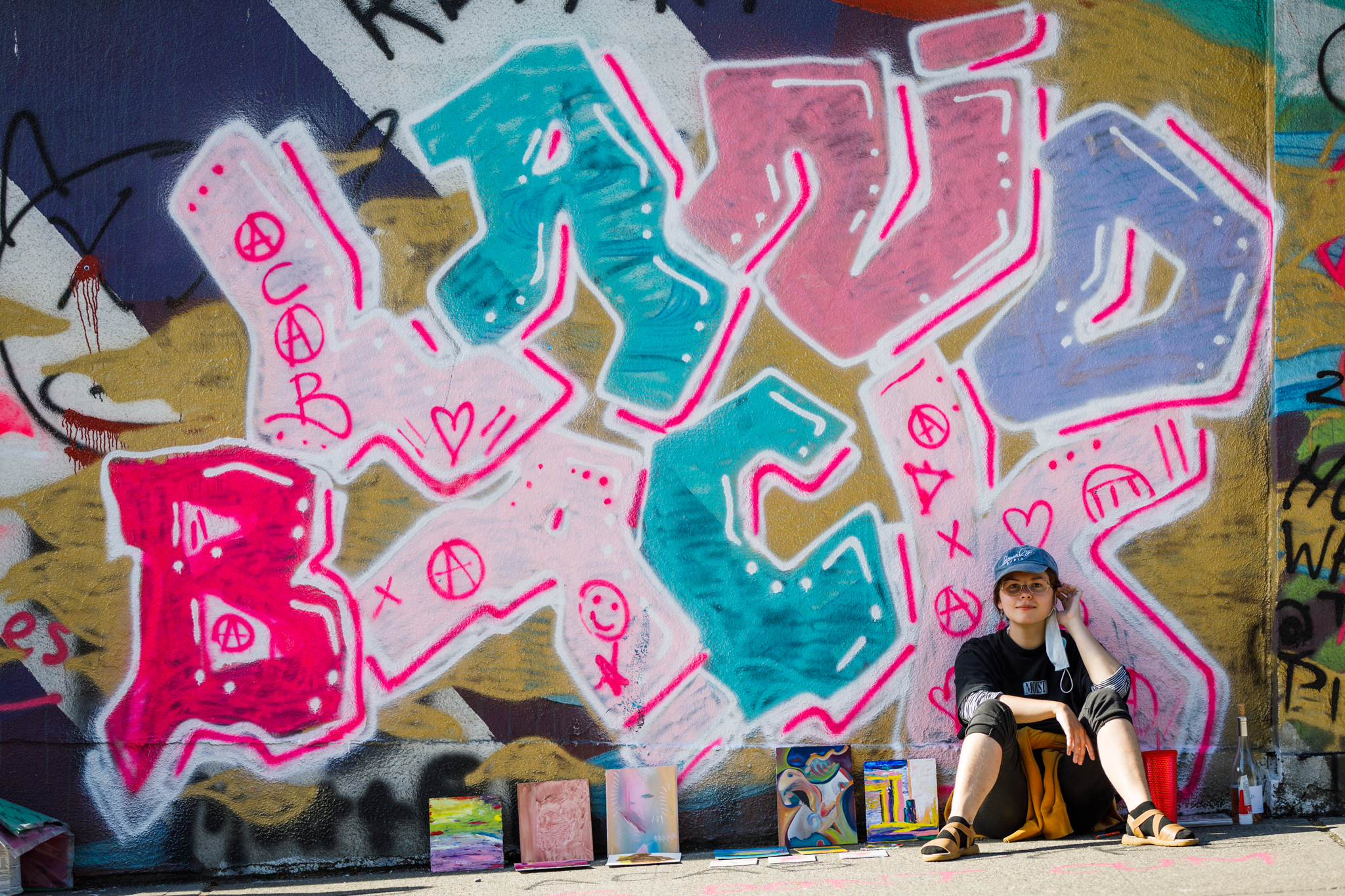
Graffiti « Land Back » avec des symboles anarchistes en 2020.

Land Back (en français « retour des terres »), également désigné par le hashtag #LandBack, est une campagne décentralisée menée par les Aborigènes d'Australie, les peuples autochtones du Canada, les Amérindiens aux États-Unis, d'autres peuples autochtones, ainsi que par leurs alliés. Elle vise à rétablir la souveraineté autochtone, avec le contrôle politique et économique de leurs terres ancestrales,,. Les activistes ont également utilisé le cadre Land Back au Mexique et des universitaires l'ont appliqué en Nouvelle-Zélande et aux Fidji. Land Back fait partie d'un mouvement autochtone plus vaste pour la décolonisation,.

## Description
Land Back vise à rétablir l'autorité politique autochtone sur les territoires revendiqués par les tribus autochtones par traité. Des chercheurs de l'Institut Yellowhead dirigé par des Autochtones à l'Université métropolitaine de Toronto le décrivent comme un processus de récupération de la juridiction autochtone. Le NDN Collective le décrit comme synonyme de décolonisation et de démantèlement de la suprématie blanche. Land Back plaide en faveur des droits autochtones, préserve les langues et les traditions, et œuvre en faveur de la souveraineté alimentaire, de logements décents et d'un environnement propre.

### Origines
Land Back a été introduit en 2018 par Arnell Tailfeathers, membre de la Blood Tribe, une nation au sein de la Confédération des Pieds-Noirs. Il est rapidement devenu un hashtag (#LandBack), apparaissant désormais également dans des œuvres d'art, des vêtements et des perlages (en). Ces créations sont souvent utilisées pour collecter des fonds en soutien aux protecteurs de l'eau (en) et aux défenseurs des terres (en) qui protestent contre les pipelines pétroliers en Amérique du Nord.
Aux États-Unis, la campagne Land Back a émergé de la revendication des Black Hills land claim (en) et des manifestations au mont Rushmore en 2020 (en) pendant la campagne présidentielle de Donald Trump en 2020.

### Philosophie
Le NDN Collective décrit la campagne Land Back comme un méta-récit qui unit de nombreuses organisations autochtones différentes, similaire à la campagne Black Lives Matter. Ils affirment que la campagne permet un leadership autochtone décentralisé et aborde le racisme structurel auquel font face les peuples autochtones, enraciné dans le vol de leurs terres
Land Back promeut un retour à la propriété collective des terres traditionnelles et non cédées des Autochtones et rejette les concepts coloniaux de l'immobilier et de la propriété foncière privée. Le retour des terres n'est pas seulement économique, mais implique également le retour des relations et de l'autogouvernance.
Land Back ne signifie pas que les personnes non autochtones doivent quitter les terres autochtones non cédées,.

### Méthodes
Dans certains cas, les terres sont directement restituées aux Autochtones lorsque des propriétaires fonciers privés, des municipalités ou des gouvernements restituent les terres aux tribus autochtones. Cela peut prendre la forme d'une simple transaction dans le cadre immobilier colonial.
Des projets dirigés par des Autochtones peuvent également utiliser des fiducies foncières communautaires pour réserver des terres pour leur groupe.

## Actions
En 2020, le groupe de musique électronique A Tribe Called Red a produit une chanson Land Back sur leur album The Halluci Nation, pour soutenir le camp de résistance des Wet'suwet'en et d'autres mouvements dirigés par des Autochtones. En juillet 2020, des militants du NDN Collective ont organisé une manifestation sur une autoroute menant à Mount Rushmore (en), où Donald Trump devait prononcer un discours de campagne. Le site, connu des Sioux en anglais sous le nom de The Six Grandfathers est situé sur des terres sacrées non cédées, soumises à la revendication des Black Hills (en). Ces protestataires ont rédigé le Land Back Manifesto, qui vise « la récupération de tout ce qui a été volé aux peuples autochtones d'origine ». Également en 2020, les Haudenosaunee de la Six Nations of the Grand River ont bloqué la 1492 Land Back Lane (en) pour mettre fin à un développement immobilier sur leur territoire non cédé.
En 2021, Nicholas Galanin (en) (Tlingits/Unangax) a créé une gigantesque enseigne Indian Land – avec des lettres rappelant l'enseigne hollywoodienne du sud de la Californie – à l'entrée du festival artistique Desert X. Le 4 juillet 2021, à Rapid City, Dakota du Sud, une ville très proche de la Réserve indienne de Pine Ridge, quatre personnes ont été arrêtées après avoir grimpé sur une structure du centre-ville et avoir suspendu un drapeau américain à l'envers avec les mots Land Back.

## Transferts de terres
Les Wiyot vivent depuis des millénaires sur l'île Duluwat (en), dans la baie de Humboldt sur la côte nord de la Californie. En 2004, le conseil municipal d'Eureka a restitué des terres aux Wiyot, venant s'ajouter aux terres que les Wiyot avaient achetées. Le conseil a restitué encore 60 acres (24,28 ha) en 2006.
Les Mashpee Wampanoag (en) vivent dans le Massachusetts et l'est du Rhode Island depuis des millénaires. En 2007, environ 300 acres (121,41 ha) de terres du Massachusetts ont été placées en fiducie en tant que réserve pour la tribu. Depuis lors, une bataille juridique a laissé le statut de la tribu et sa revendication sur les terres en suspens.
En 2016, le Dr Mohan Singh Virick, un médecin sikh pendjabi qui a servi les Autochtones de Cap-Breton pendant 50 ans, a fait don de 140 hectares de terres à la Eskasoni First Nation (en). Il a également fait don d'un bâtiment à Sydney pour aider à loger la population croissante d'Eskasoni.
En octobre 2018, la ville de Vancouver, en Colombie-Britannique, a restitué une ancienne sépulture (le Great Marpole Midden (en)) aux Musqueam. Les terres abritent les vestiges anciens d'un site de maison musqueam,.
En 2019, l'United Methodist Church a donné 3 acres (1,21 ha) de terres historiques à la Wyandotte Nation (en) de l'Oklahoma. En 1819, le gouvernement américain avait promis à la tribu 148 000 acres (59 893,48 ha) de terres dans ce qui est maintenant Kansas City, Kansas. Lorsque 664 Wyandottes sont arrivés, les terres avaient été données à quelqu'un d'autre.
En juillet 2020, la tribu Esselen a acheté un ranch de 1 200 acres (485,62 ha) près de Big Sur, en Californie, dans le cadre d'une transaction plus importante de 4,5 millions de dollars. Cette acquisition, sur des terres traditionnelles, protégera la forêt et la faune, ainsi que la Little Sur River.
Des terres sur la péninsule de Saanich (en) en Colombie-Britannique ont été restituées à la Tsartlip First Nation en décembre 2020.
La gestion du 18 800 acres (7 608,09 ha) National Bison Range a été transférée du U.S. Fish and Wildlife Service aux Confederated Salish and Kootenai Tribes en 2021.
En août 2022, la Red Cliff Chippewa (en) dans le nord du Wisconsin a récupéré 1 500 acres (607,03 ha) de terres le long du rivage du lac Supérieur du gouvernement du comté de Bayfield. Cela faisait suite à la signature par la tribu en 2017 d'un protocole d'entente avec le comté, reconnaissant le désir des Red Cliff Chippewa de voir leurs frontières de réserve rétablies intégralement.